# Вилејско-мински хидросистем
Вилејско-мински хидросистем (рус. Вилейско-Минская водная система; блр. Вілейска-Мінская водная сістэма) представља јединствен каналско-речни систем којим је део воде из реке Вилије (у басену Њемена и Балтичког мора) преусмерен у ток реке Свислач у басену Дњепра. Изградњом овог пројекта решено је питање водоснабдевања града Минска (Белорусија), али и отклоњене опасности од бројних поплава које су граду претиле углавном током пролећног поводња.
Градња хидросистема који прати горњи део тока реке Свислач започела је 1968. године, а у експлоатацију је пуштен 15. јануара 1976. године. У оквиру овог хидросистема налази се неколико вештачких језера од којих је највеће и најважније Вилејско језеро површине 73,6 km². Вилејско језеро је уједно и највеће вештачко језеро у целој Белорусији, а самим тим и најважнија хидролошка тачка целог хидросистема, из њега се вода системом канала шаље ка Свислачу и граду Минску. Како се само језеро налази на надморској висини која је 75 метара нижа од оне на којој се налази град Минск саграђене су бројне пумпе и каналске мреже за пренос воде. Канал којим се вода из Вилејског језера преноси у Заславско језеро има дужину од 62,5 km, на њему се налази 5 пумпних станица капацитета 22 m³/s које преко 4 цеви „издижу“ воду из Вилејског језера до 75 метара, дносно до развођа у рејону код варошице Радашковичи и транспортују је ка Заславском језеру. Поменутим каналом се годишње пребаци до 480 милиона метара кубних воде. Иако се Заславско језеро налази у басену Свислача главнина воде у језеру долази из реке Вилије.
Низводно од Заславског језера у подручју самог града Минска налаза се језера Криница и Дрозди, а затим и Комсомољско језеро. Вода из канала ка источним деловима Минска транспортује се преко мањег Слепјанског хидросистема који прати ток некадашњег поточића Слепјанке и завршава се Цњанским језерм на северу града. У јужном делу града налази се још и Чижовско језеро.